# ال‌جی اپتیموس جی پرو
الجی آپتیموس جی پرو (به انگلیسی: LG Optimus G Pro) یک گوشی هوشمند معرفی‌شده در فوریه ۲۰۱۳ از سوی شرکت ال‌جی الکترونیکس است. این تلفن دارای سیستم‌عامل اندروید نسخه ۴٫، نمایشگر لمسی خازنی ۵٫۵ اینچ با تراکم پیکسل تمام‌اچ‌دی، دوربین ۱۳ مگاپیکسل و پردازنده ۱٫۷ گیگاهرتزی چهارهسته‌ای به‌همراه ۲ گیگابایت حافظه موقت رم و پردازنده گرافیکی آدرنو ۳۲۰ است.